# ديوان تنمية الجنوب
ديوان تنمية الجنوب (بالفرنسية: Office de développement du Sud أو اختصارا ODS)‏ هو مؤسسة عمومية تونسية ذات طابع صناعي وتجاري أسست في 18 يوليو 1994م. تقع تحت إشراف وزارة التنمية والتعاون الدولي.

الديوان مكلف بمهمات تدخل في نطاق تشجيع التنمية الاقتصادية في ولايات جنوب تونس: مدنين وقابس وتطاوين وقفصة وقبلي وتوزر، وتتمثل أساسا في تشجيع المستثمرين وتسيير الإجراء ات لهم وتوفير المعلومات الاقتصادية ودراسة الإمكانيات والموارد المتاحة وتحديد القطاعات الواعدة، وكذلك إعداد ملفات المشاريع وتطوير واستغلال فرص الشراكة الدولية.

## روابط خارجية
- الموقع الرسمي.